# R-7 (familia de cohetes)

Familia R-7.

La familia de cohetes R-7 se refiere a toda la serie de cohetes fabricados por los soviéticos durante décadas y que les llevaron a ser los primeros en llegar al espacio y a poner un astronauta en órbita.
A partir del primer misil balístico intercontinental o ICBM, el soviético R-7 se ha desarrollado una familia de cohetes lanzadores espaciales de gran éxito. Desde el 15 de mayo de 1957 (el primer lanzamiento) hasta el año 2000 se han lanzado 1628, con una tasa de éxito superior al 97%.

## Familia de cohetes basados en el R-7

### ICBM
| Vehículo Lanzador | Código | Etapas | Altura (m) | Diámetro base (m) | Peso (t) |
| ----------------- | ------ | ------ | ---------- | ----------------- | -------- |
| R-7 Semyorka      | 8K71   | 2      | 34         | 10,3              | 280      |
| R-7A Semyorka     | 8K74   | 2      | 31         | 10,3              | 280      |

### Lanzadores espaciales

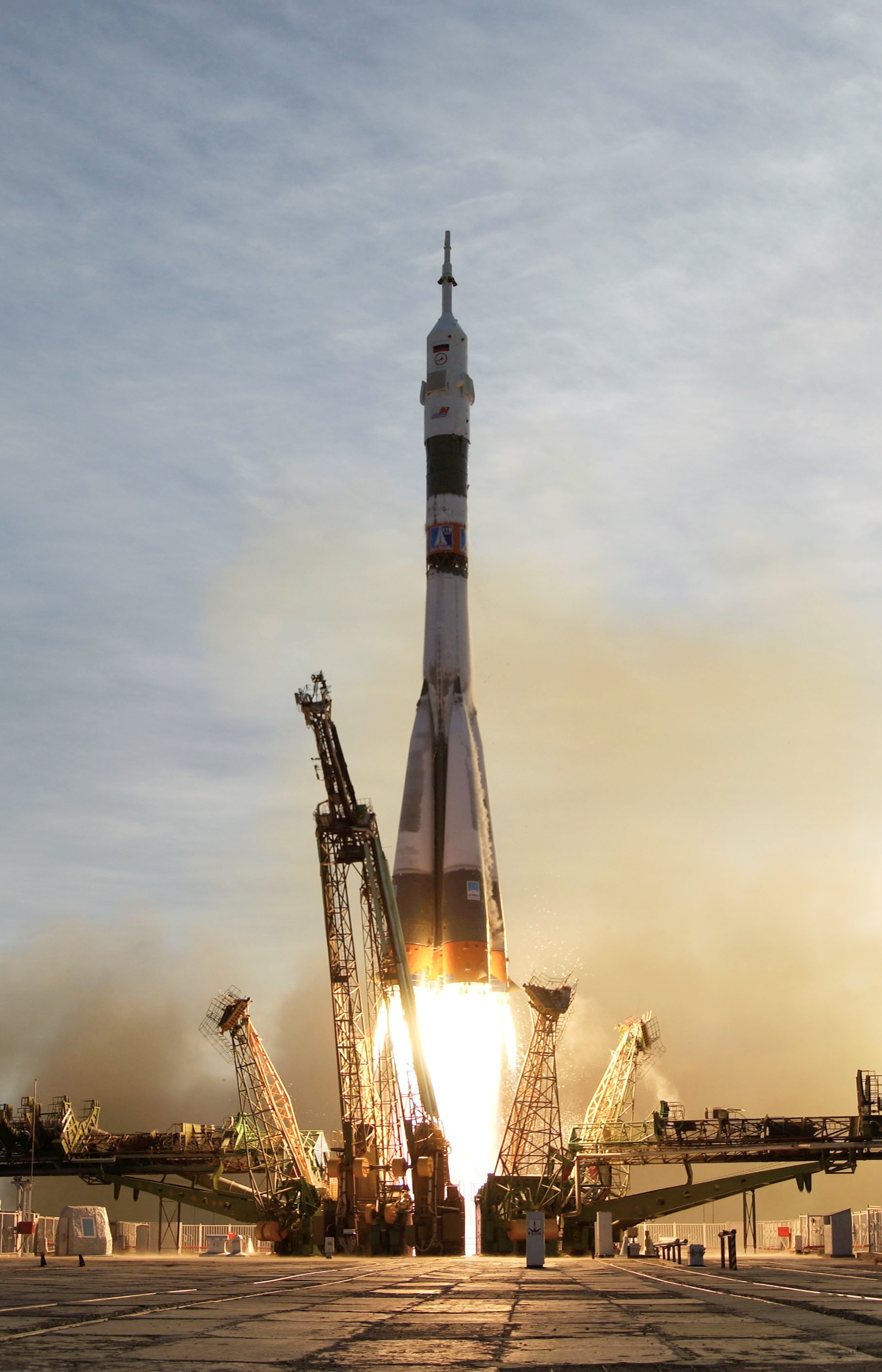
Lanzamiento de cohete Soyuz-FG.

| Vehículo Lanzador      | Código   | Etapas | Altura (m) | Diámetro base (m) | Peso (t) |
| ---------------------- | -------- | ------ | ---------- | ----------------- | -------- |
| Sputnik                | 8К71PS   | 2      | 29,167     | 10,3              | 267      |
| Sputnik 3              | 8А91     | 2      | 31         | 10,3              | 269,3    |
| Vostok                 | 8К72К    | 3      | 38,246     | 10,3              | 287      |
| Vostok-2               | 8А92     | 3      | 38,246     | 10,3              | 287      |
| Vostok-2М              | 8А92М    | 3      | 38,246     | 10,3              | 287      |
| Vosjod                 | 11К57    | 3      | 44,628     | 10,3              | 298,4    |
| Luna                   | 8К72     | 3      | 33,5       | 10,3              | 279      |
| Molniya                | 8К78     | 4      | 43,44      | 10,3              | 305      |
| Molniya-М              | 8К78М    | 4      | 43,44      | 10,3              | 305      |
| Polet                  | 11К59    | 2      | 30         | 10,3              | 277      |
| Soyuz                  | 11А511   | 3      | 50,67      | 10,3              | 308      |
| Soyuz 2 (Soyuz ST/2.1) | 14А14    | 3      | 50,67      | 10,3              | 311      |
| Soyuz 2 + Ikar         | 14А14    | 3      | 45,783     | 10,3              | 311      |
| Soyuz 2 + Fregat       | 14А14    | 4      | 45,783     | 10,3              | 311      |
| Soyuz-L                | 11А511L  | 3      | 44         | 10,3              | 305      |
| Soyuz-М                | 11А511М  | 3      | 50,67      | 10,3              | 310      |
| Soyuz-U                | 11А511U  | 3      | 51,1       | 10,3              | 313      |
| Soyuz-U                | 11А511U  | 4      | 47,285     | 10,3              | 308      |
| Soyuz-U + Fregat       | 11А511U  | 4      | 46,645     | 10,3              | 308      |
| Soyuz-U                | 11А511U2 | 3      | 51,1       | 10,3              | 313      |
| Soyuz-FG               | 11А511FG | 3      | 49,476     | 10,3              | 305      |
| Soyuz-FG + Fregat      | 11А511FG | 4      | 42,463     | 10,3              | 305      |

## La cruz de Koroliov

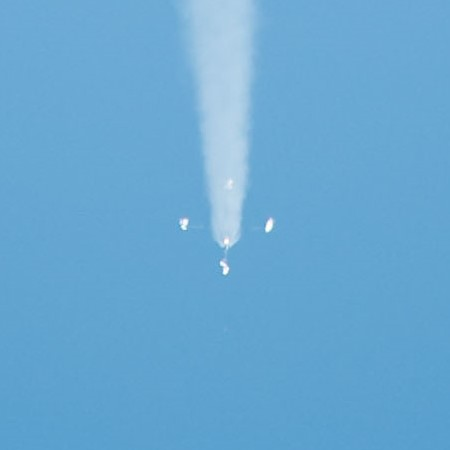
Cruz de Korolev, Soyuz TMA-04M

La cruz de Koroliov es un efecto visual observado en las columnas de humo de los cohetes de la serie R-7 durante la separación de la etapa central de los cuatro cohetes exteriores de combustible líquido. Cuando los cohetes caen debido a las fuerzas aerodinámicas simétricas que actúan sobre ellos forman una cruz detrás de los cohetes. El efecto toma el nombre del científico y uno de los padres del programa espacial soviético, Serguéi Koroliov; quien diseñó la serie de portadores R-7. Cuando se lanza el cohete con cielo despejado, el efecto puede verse desde el suelo del lugar de lanzamiento.